# Duna (emittente televisiva)
Duna, nota in precedenza come Duna Televízió o Duna TV, è un'emittente televisiva generalista ungherese e principale canale di Duna Média.

## Storia
L'emittente televisiva è stata lanciata nel 1992 su iniziativa della Federazione Mondiale degli Ungheresi, venendo pensata soprattutto per i magiari residenti all'estero (come ad esempio la comunità ungherese in Romania), raggiunti grazie all'utilizzo della tecnologia satellitare. Chiamata inizialmente Hungária Televízió, l'emittente iniziò le proprie trasmissioni regolari il 24 dicembre 1992, dopo circa due mesi di trasmissioni sperimentali, e fu ribattezzata in Duna Televízió, dal nome in lingua ungherese del fiume Danubio, venendo gestita da un'omonima fondazione.